# Stomaž (Ajdovščina)
Stomaž (Duits: Sankt Thomas) is een plaats in Slovenië en maakt deel uit van de gemeente Ajdovščina in de NUTS-3-regio Goriška. De plaats telde 289 inwoners op 1 januari 2020.

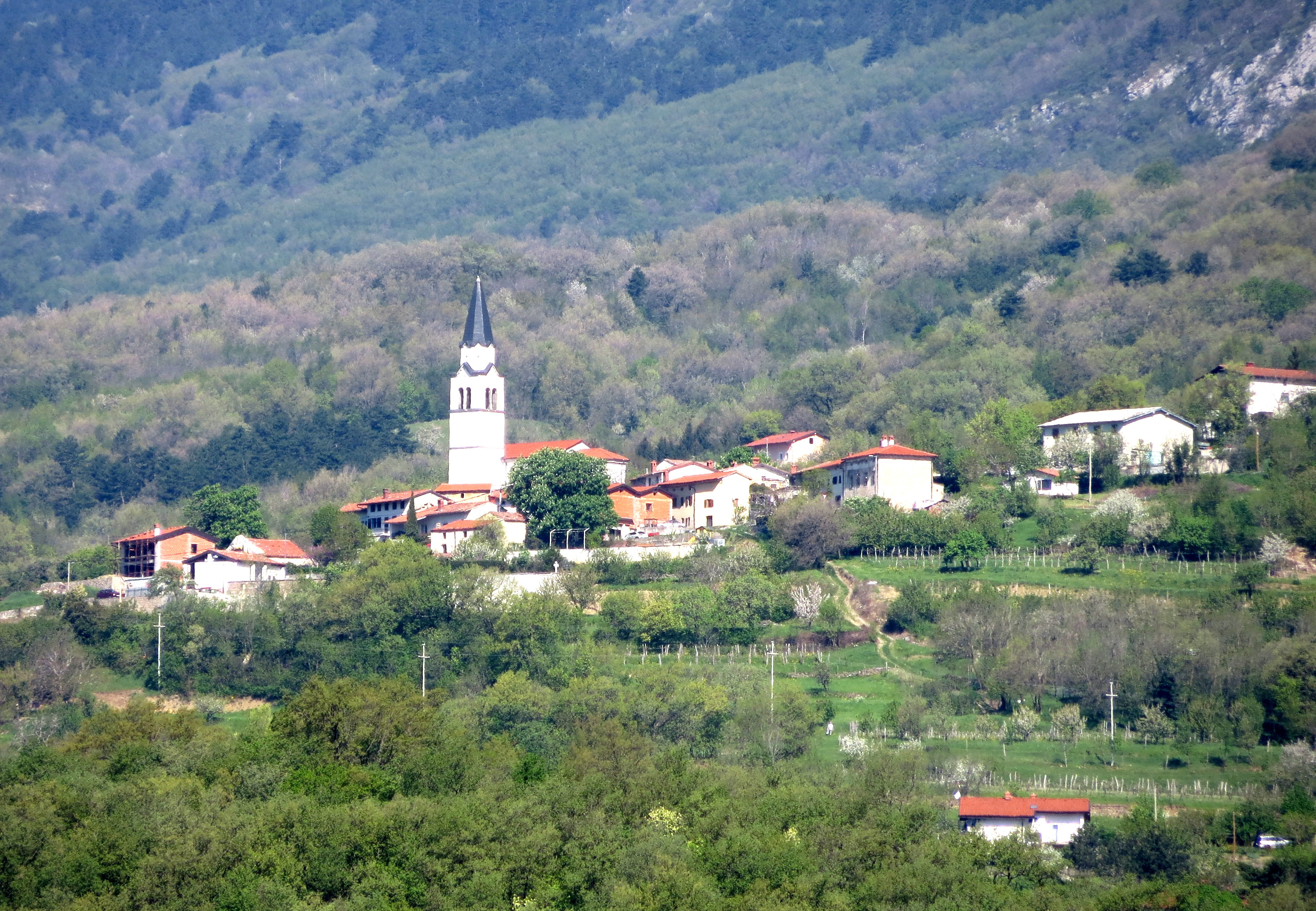
Dorpsaanzicht met Sint Thomaskerk